# Dwayne McClain
Dwayne Edward McClain (Worcester, 7 febbraio 1963) è un ex cestista statunitense, professionista nella NBA, in Francia e in Australia.

## Carriera
È stato selezionato dagli Indiana Pacers al secondo giro del Draft NBA 1985 (27ª scelta assoluta).

## Palmarès
- Campione NCAA (1985)
- Campione USBL (1988)